# بيدفورد (دائرة انتخابية في المملكة المتحدة)
بيدفورد  (بالإنجليزية: Bedford) هي إحدى الدوائر الانتخابية في المملكة المتحدة الممثلة في مجلس العموم في برلمان المملكة المتحدة.
}}</ref>
عضو البرلمان الذي يمثلها حالياً هو :Patrick Hall (Lab).